# Der Zweikampf
Der Zweikampf ist eine Erzählung von Heinrich von Kleist. Sie erschien erstmals 1811 im zweiten Teil der Erzählungen.
Der Text entspricht einer Untergattung des Kriminalromans, dem sogenannten Whodunit. Schauplatz und Zeit der Erzählung liegen im Heiligen Römischen Reich während des Spätmittelalters.
Laut der Reclam-Ausgabe habe Kleist „Anregungen aus Jean Froissarts nach 1370 entstandener Chronique de France, d’Engleterre et des païs voisins“ übernommen.

## Dramatis personae
- Herzog Wilhelm von Breysach
- Gräfin Katharina von Heersbruck, Gemahlin des Herzogs
- Herr Friedrich von Trota, Kämmerer des Herzogs
- Graf Jakob, der Rotbart
- Frau Wittib Littegarde von Auerstein
- Der Kaiser (nur als solcher, aber ohne Namen genannt)

## Handlung
Die Erzählung beginnt „gegen Ende des vierzehnten Jahrhunderts“ in der „Nacht des heiligen Remigius“ mit einem Rückblick auf kürzlich vergangene Ereignisse: den ungelösten Brüderzwist zweier hoher Adliger, entstanden durch die morganatische „Verbindung“ von Breysachs mit Katharina von Heersbruck. Vor der eingangs der Erzählung von einem unbekannten Täter begangenen Ermordung von Breysachs hatte dieser bei dem Kaiser eine Änderung der Erbfolge zugunsten seines männlichen Nachkommen mit von Heersbruck erwirkt.
Zu Anfang des Textes wird von Breysach von einem Heckenschützen getötet. Die Tatwaffe verweist auf den Bruder von Breysachs, Graf Jakob, den Rotbart, der schwelende Erbfolgestreit wird als Mordmotiv angenommen, Graf Jakob muss vor einem in Basel kaiserlich einberufenen Gericht Aussage erstatten. Dort beruft der Graf sich auf sein Alibi, dass er zur Tatzeit einer heimlichen Affäre mit der verwitweten Frau Wittib Littegarde von Auerstein nachgegangen sei. Als Beweis dieser Liaison bringt der Graf einen Ring hervor, der dem verstorbenen Ehemann gehörte.
Friedrich von Trota sucht vor dem Gericht in Basel die Rehabilitation der Witwe. Ein ritterlicher Zweikampf, dessen Ausgang von Gott gelenkt werde – so der Glaube der Gemeinde und strittigen Parteien – soll die Schuldfrage klären. Von Trota unterliegt in dem Zweikampf. Von Auerstein und von Trota werden demnach zum Tode auf dem Scheiterhaufen verurteilt. Doch die wundersam rasche Heilung der als tödlich geltenden Wunden von Trotas, sowie die stark eiternde, eigentlich nur eine oberflächliche, Fleischwunde Jakobs des Rotbarts, der an einer tödlichen Infektion zu leiden beginnt, scheinen den Hof und den Klerus auf eine göttliche Intervention hinzuweisen.
Durch die Ermittlungen eines Geistlichen kommt zutage, dass der Graf aufgrund einer Intrige nur fälschlich geglaubt hatte, mit von Auerstein eine Affäre eingegangen zu sein. Der Graf unterbricht die Exekution der Verurteilten, die vor versammeltem Hof einschließlich des kaiserlichen Gefolges stattfinden soll. Durch die Entzündung bereits dem Tode nahe, gesteht der Graf zuletzt, dass er der Auftraggeber für die Ermordung seines Bruders gewesen war. Der Kaiser spricht die Verurteilten frei, der Leichnam des soeben verstorbenen Grafen wird der Justiz, dem Scheiterhaufen übertragen. Von Auerstein und von Trota heiraten nach kurzer Zeit und erhalten eine kaiserliche Schenkung: die Besitzungen des Grafen.

## Deutung

### Rezeption
Der Zweikampf sei eine bis in jüngste Zeit relativ missachtete, teils gar verschmähte Schrift Kleists, deren missliche Rezeption bereits mit Ludwig Tiecks Urteil in der ersten Gesamtausgabe Kleists Werke begonnen habe. Ihre Rehabilitation finde erst seit dem 20. Jahrhundert statt, eine kulturwissenschaftliche Beachtung der Schrift, so konstatiert von Jagow noch 2005, „erst seit kurzem“.
Die sprachliche Drängung des mittelalterlichen Stoffs, das scheinbare Fehlen dramatischer Spannung, das Ausbleiben durch überschäumende Emotionen ausgelöster tragischer Konsequenzen, sowie eine als Kleist-untypisch verstandene, untertriebene ironische Pointierung werden als Gründe früherer negativer Rezeption genannt.
Schubert erkennt in der mittelalterlichen Stoffwahl Kleists, sowie der romantischer Autoren, „keine Flucht vor der Gegenwart“, sondern, da zu Kleists Schaffenszeit strikte Zensurbedingungen vorherrschten, eine „Tarnkappe, unter der politische Opposition gelebt werden konnte.“

### Zur Gattung
Der Zweikampf wird in der Literaturwissenschaft immer wieder als Novelle bezeichnet. 
Der Herausgeber der Brandenburger Kleist-Ausgabe, Roland Reuß, bezeichnet Der Zweikampf durchgehend als Text.
Dieser Text besteht aus einer Rahmenhandlung (Brudermord, Belange der Herzogin) und einer Binnenhandlung (Prozess, Kampf). Rahmen- und Binnenhandlung gelten als nur schwach verbunden, zumal deren Personal kaum miteinander in Kontakt tritt. Die Binnenhandlung scheine den Rahmen geradezu zu verdrängen, dies sei „allem Anschein nach“ die formale Schwäche des Textes.
In Kleists Erzählung entsteht die Verbindung eines literaturhistorisch modernen Genres, des Krimis, insbesondere des Whodunits, mit einer vormodernen Erzählsituation. Aus einer derartigen Verbindung (Krimi im Mittelalter) besteht auch Umberto Ecos Der Name der Rose (1980), sowie Ellis Peters’ Bruder-Cadfael-Romane. In Kleists Text fehlt jedoch eine genuine Detektivfigur, die Ermittlungsarbeiten unterliegen einer Arbeitsteilung (durch einen Kanzler in der Rahmenhandlung und einen Prior in der Binnenhandlung), bleiben aber trotz Erhebung überzeugender Verdachtsmomente erfolglos. Der Täter entdeckt sich zuletzt selbst. Die Auflösung des Kriminalfalls folgt demnach nicht einer gattungstypischen Struktur des Whodunits (Geheimnis, Ermittlung, Reflexion, Lösung). Zu beachten ist, dass zu Kleists Zeit jene Gattung noch nicht besteht. Zu Kleist zeitnahe Werke, die eine Kriminalgeschichte erzählen, sind E. T. A. Hoffmanns Das Fräulein von Scuderi (1819) und E. A. Poes Der Doppelmord in der Rue Morgue (1841).

### Erzählstil

#### Der Erzähler
Die Erzählsituation ist auktorial, doch wird „auffällig häufig […] Wissen zurückgehalten.“
Der Erzähler kommentiert zudem das Geschehen an verschiedenen Stellen, mal durch unterschwelliges Urteilen und moralische Einflussnahme auf den Leser, mal durch direktes Hervortreten („Nun muss man wissen, daß […]“; „Aber wer beschreibt das Entsetzen der unglücklichen Littegarde […]“).

#### Sprachliche Mittel
- Schachtelsätze
- Vielzahl der Relativpronomina
- Häufung mittelalterlicher Termini (Vasalle, Tafel, Kreuzzug, Burg, Rüstkammer, Stadtvogtei, Landdrost, Bankett, Knappe, Reisiger, uvm.)
- Hyperbeln
- Ellipsis, Analepsis
- Hendiadyoin

### Kleists Mittelalter
Kleists Text enthält eine ganze Reihe von Anachronismen, die einerseits mittelalterliche Lebenswelt suggerieren, andererseits faktische Abweichungen erzeugen.
Zunächst fällt die wichtige Nebenrolle des von Kleist namentlich nicht genannten Kaisers auf. Dieser Kaiser stellt die höchste weltliche Instanz im Text dar. Doch war mit Karl IV. bereits 1378 der letzte Kaiser des Heiligen Römischen Reiches des 14. Jahrhunderts gestorben. Die Erzählung aber spielt „gegen Ende des vierzehnten Jahrhunderts“. Der Sohn Karls IV. war Wenzel IV., der den Kaisertitel nicht zugesprochen bekam.
Dies ist ein für Kleists Narratologie typischer Umgang mit der Faktenlage: Scheinbare Wahrheitsgehalte und Eindeutigkeiten werden in vielen Fällen bei genauerer Untersuchung grober – man sollte annehmen gewollter – Inkonsistenzen überführt. Das Schwert des Grafen, z. B., ist ein im Text als „Flammberg“ bezeichnetes (eigentlich Flamberge) Schwert – dieser Typ Schwert wird erst ab 1400 üblich, ist für den Zweikampf unbrauchbar, und könne wohl kaum die ihm im Text zugeschriebenen Verletzungen verursachen.
„Das ritterliche Mittelalter sieht der Dichter in der Perspektive der Adelskultur seiner Zeit“, laut Schubert. So durchbreche Kleist in mehrfacher Hinsicht eine realistische Darstellung mittelalterlicher Lebensbedingungen, indem er z. B. den materiellen Wohlstand des Adels überzeichne oder die militärischen Funktionen der Burganlage unterschlage.
Gleichermaßen anachronistisch sei die Gerichtsadministration in der Erzählung; sie entspreche einer „staatliche[n] Welt bürokratisierter Gerichtspflege […] mit ihrer verschriftlichten Prozeßstruktur.“

### Religiöser Ritus – theologische Rahmung
- Der Heilige Remigius (249)
- „am Montag nach Trinitatis“ (255)
- „[…] und erst auf den Posaunenruf des Engels, der die Gräber sprengt, vor Gott mit mir erstanden sein.“ (256)

## Ausgaben
- Der Zweikampf. In: Sämtliche Erzählungen [und andere Prosa] (= Universal-Bibliothek.8232) Reclam, Stuttgart 1992 [1995 ff.], ISBN 978-3-15-008232-4, S. 249–287.